# Sindrome di Baastrup
La sindrome o segno di Baastrup è una malattia ortopedica della colonna vertebrale che si presenta spesso nei soggetti anziani. È caratterizzata dalla presenza di un ingrandimento dei processi spinosi delle vertebre lombari, con normale altezza del disco intervertebrale e dei fori intervertebrali. Il termine inglese per definirla è kissing spine, e rappresenta l'evidenza di avvicinamento fino a toccarsi dei processi spinosi in estensione dorsale. È una condizione presente anche nei cani, in particolare quelli di razza boxer, e nei cavalli.
È stata descritta per la prima volta dal danese Christian Baastrup, da cui ha preso il nome.

## Clinica

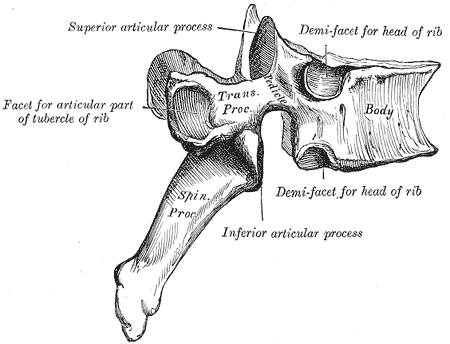
Schema del corpo di una vertebra umana. In caso di sindrome di Baastrup il processo spinoso, rivolto in basso, risulta radiograficamente molto addensato a causa di numerosi microtraumi.

La caratteristica dominante della malattia è l'esuberante osteofitosi che si presenta nei processi spinosi lombari. Gli osteofiti sono calcificazioni che si formano agli angoli delle ossa come conseguenza di stress e traumi. È presente inoltre atrofia e sostituzione, visibile con TC o RM, del tessuto muscolare del lunghissimo con tessuto adiposo.

## Trattamento
La condizione è solitamente asintomatica e non necessita di terapia. In caso di sintomi le opzioni terapeutiche prevedono l'uso di fisioterapia o blocchi nervosi; nei casi più seri può rendersi necessaria una laminectomia decompressiva, con rimozione della porzione esuberante di tessuto osseo.